# Anchitheriomys
Anchitheriomys — вимерлий представник родини бобрових Castoridae. Він населяв Північну Америку та Євразію в середньому міоцені. Назва роду походить від Anchitherium, вимерлого роду коней, і грецького слова, що означає миша, μῦς (mys), оскільки скам'янілості обох пологів зазвичай зустрічаються одночасно.
До недавнього часу Anchitheriomys належав до близькоспорідненої родини гризунів, Eutypomyidae, але частковий череп демонструє схожість з іншим раннім бобром, Agnotocastor.